# إيمرسون دوس سانتوس دا سيلفا
إيمرسون دوس سانتوس دا سيلفا (بالبرتغالية: Emerson dos Santos da Silva‏) هو لاعب كرة قدم برازيلي، ولد في 3 مايو 1983 في تاغواتينغا، القطاع الفدرالي في البرازيل. لعب مع أتلتيكو مينيرو وبوتافوغو ريغاتاس ونادي أفاي لكرة القدم ونادي ساو كايتانو ونادي غاما ونادي غواراني ونادي فلامنغو ونادي فورتاليزا ونادي كوريتيبا.

## وصلات خارجية
- إيمرسون دوس سانتوس دا سيلفا على موقع قاعدة بيانات كرة القدم.إي يو (الإنجليزية)
- إيمرسون دوس سانتوس دا سيلفا على موقع Soccerway.com (الإنجليزية)